# Frattesina

## Storia delle ricerche
L'abitato di Frattesina, a sud-est dell'attuale centro di Fratta Polesine in provincia di Rovigo, fu scoperto nel 1967 dai soci del Centro Polesano di Studi Storici Archeologici ed Etnografici di Rovigo (C.P.S.S.A.E.) che ne diedero le prime notizie sulla rivista Padusa
Le principali ricerche sul sito sono state dirette da Anna Maria Bietti Sestieri che, tra il 1974 e il 1989, ha condotto 11 campagne di scavo, per conto dell'allora Soprintendenza per i beni archeologici del Veneto. Nel contempo, grazie all'attività dei funzionari della Soprintendenza competente, Maurizia De Min e Luciano Salzani, sono stati segnalati anche ulteriori rinvenimenti di superficie di grande importanza, in particolare i 4 ripostigli "da fonditore",  e le due necropoli pertinenti all'abitato: Fondo Zanotto Narde.
Dal 2013 ricerche di superficie e prospezioni sono riprese, nell'abitato, a cura della Soprintendenza archeologia belle arti e paesaggio delle province di Verona, Rovigo e Vicenza, del C.P.S.S.A.E. di Rovigo e, dal 2019, della cattedra di Preistoria e Protostoria di Sapienza - Università di Roma. Nel 2022 sono ripresi anche gli scavi, diretti da Andrea Cardarelli (Sapienza - UniRoma) e da Paolo Bellintani (CPSSAE- Rovigo). 
I risultati delle indagini su Frattesina sono stati oggetto del convegno internazionale "Frattesina 50 anni dopo. Il Delta del Po tra Europa e Mediterraneo nei secoli attorno al 1000 a.C.", tenutosi nel 2018 presso il Museo dei grandi fiumi di Rovigo, e di un volume edito nel 2019 per conto dell'Accademia Nazionale dei Lincei, a cura di Anna Maria Bietti Sestieri, Paolo Bellintani e Claudio Giardino: Frattesina: un centro internazionale di produzione e di scambio nella tarda età del bronzo del Veneto.
I materiali frutto delle ricerche nell'abitato e nelle necropoli di Frattesina sono conservati ed esposti presso il Museo dei grandi Fiumi di Rovigo e il Museo Archeologico Nazionale di Fratta Polesine

## Caratteristiche dell'insediamento e del territorio
Si tratta di un villaggio protostorico di considerevoli dimensioni (oltre 20 ettari) che si estendeva, in senso W-E per circa 1 km, lungo la riva destra del maggiore ramo padano dell'età del Bronzo: il Po di Adria, mentre la larghezza varia da 100 a 200 m (in senso N-S). Grazie ad indagini di superficie, aerofotointerpretazione e carotaggi risulta che l'abitato doveva occupare un basamento naturale di origine alluvionale, elevato di circa 1 m sull’antico piano di campagna. Sono state inoltre individuate le tracce di una rete di canali/fossati grossomodo ortogonali, orientati in senso W-E e N-S che dividevano l'abitato in isolati. Pur non essendo ancora ben note le caratteristiche costruttive delle abitazioni (l'unica scavata presenta tracce del battuto pavimentale distribuite su un'area di ca 20 m²) sembra frequente l'associazione tra spazi abitativi e quelli destinati alle lavorazioni artigianali.

## Cronologia e inquadramento culturale
Sulla base dei dati preliminari degli scavi condotti da Anna Maria Bietti Sestieri (1974 – 1989) e dell'analisi tipologica dei materiali ceramici provenienti dagli scavi stessi e dalle raccolte di superficie è stata proposta per l'abitato una suddivisione in 4 fasi di vita. Sorto probabilmente in un momento avanzato dell'età del Bronzo recente (prima metà del XII secolo a.C. circa; Fase 1) ebbe la massima fioritura tra la fase iniziale e piena dell'età del Bronzo finale (seconda metà del XII e XI secolo a.C. circa; Fase 2). Dal punto di vista della cultura materiale, questa fase, attribuibile alla facies protovillanoviana, vede un considerevole sviluppo delle attività artigianali basate su materie prime locali o esotiche.  Nel X a.C. (Fase 3), ossia nel corso dell'ultima fase del Bronzo finale e all'inizio dell'età del Ferro seguì un forte ridimensionamento delle attività produttive e non compaiono più materie prime e/o prodotti di origine egeo-levantina. Sporadiche sono infine le tracce di una quarta fase di vita dell'abitato, sempre nel corso della prima età del Ferro (Fase 4).

## Economia e scambi
Alla prima, ma soprattutto alla seconda fase di vita di Frattesina risalgono la maggior parte delle testimonianze archeologiche riferibili alle abitazioni, alla vita quotidiana e ad attività artigianali anche ad alto grado di specializzazione. Delle capanne, in legno, frasche e paglia, rimangono frammenti dei battuti pavimentali e degli intonaci in argilla (cotta probabilmente in seguito ad incendi). L'argilla serviva anche per la produzione di ceramiche di uso soprattutto domestico, ma anche per la fabbricazione di attrezzi o parti di essi come le fuseruole e i pesi da telaio, uniche testimonianze delle attività di filatura e tessitura. Un'altra importante materia prima di origine locale era il palco di cervo da cui si ricavava una vasta gamma di attrezzi (punteruoli, zappe, manici per strumenti in metallo ecc.) e oggetti d'ornamento (rotelle decorate), in parte destinati allo scambio.
L'economia di sussistenza, di carattere agricolo e basata sulla cerealicoltura e sull'allevamento, non doveva discostarsi di molto da quanto noto per i villaggi palafitticoli e terramaricoli della pianura padana centro-orientale dell'età del Bronzo, salvo per il considerevole numero di maiali. Ma ciò che caratterizzò maggiormente Frattesina furono il forte aumento della produzione metallurgica e la presenza non occasionale di materie prime provenienti dal nord Europa e dal Mediterraneo orientale. La lavorazione dei metalli, soprattutto il bronzo, lega di rame e stagno, ma anche ferro, piombo e oro, è documentata da centinaia di manufatti come armi e/o attrezzi (spade, punte di lancia e di freccia, asce, coltelli, scalpelli, seghe, punteruoli ecc.) e ornamenti (spilloni, fibule). Connessi alla lavorazione sono anche specifici strumenti come le matrici da fusione in pietra  – circa un'ottantina – e i 4 “ripostigli da fonditore”, ossia insiemi di materiali metallici comprendenti porzioni di lingotti (panelle piano convesse e pani a piccone) e oggetti usurati da riciclare, tra cui le "palette con immanicatura a cannone", oggetti di funzione non ancora precisamente determinata, ma largamente presenti nel sito. Per quanto riguarda il metallo maggiormente utilizzato, il rame, ne è stata ipotizzata la provenienza dai giacimenti del versante meridionale delle Alpi centro-orientali grazie all'analisi degli isotopi del piombo. Le fonti più prossime sono quelle del Trentino orientale (Valsugana) dove è ben documentata la lavorazione del minerale di rame tra XV e IX secolo a.C.
A Frattesina, probabilmente attraverso la valle dell'Adige, giungeva ambra grezza dalle regioni baltiche per essere lavorata sul posto. Cospicue tracce di officine di lavorazione dell'ambra sono state individuate nel 2009 a Campestrin di Grignano Polesine (RO), un abitato situato pochi km ad est di Frattesina, sempre sul Po di Adria. La preziosa resina fossile, veniva utilizzata a Frattesina per la produzione di ornamenti (perle da collana, pendenti e teste di spilloni) in fogge ben caratterizzate tipologicamente come i vaghi tipo Tirinto e tipo Allumiere, presenti nel cosiddetto “tesoretto” un ripostiglio contenente ornamenti e oggetti da parure in ambra, vetro, bronzo, avorio e guscio di uovo di struzzo,.

Distribuzione di manufatti in bronzo (simboli in nero),in ambra (semicerchi) e in vetro (quadrati grigi) tipici delle produzioni del Veneto meridionale ein particolare di Frattesina. Età del Bronzo finale - inizio età del Ferro (XII-X sec.a.C.).

Materie prime e prodotti devono essere stati al centro di un sistema di scambi relativamente complesso e per certi aspetti simile allo scambio di mercato, come farebbero pensare anche particolari oggetti in pietra molto simili per valori ponderali e forma a pesi da bilancia egei e vicino orientali. Testimonianze di contatti forse anche diretti con l'Oriente mediterraneo sono alcuni frammenti di vasi in ceramica di tipo egeo e soprattutto pezzi di avorio di elefante e frammenti di guscio di uovo di struzzo. L'avorio era importato grezzo e lavorato a Frattesina come documentano scarti di lavorazione, semilavorati e prodotti finiti come i pettini con impugnatura arcuata decorata a cerchielli concentrici detti “tipo Frattesina”. La presenza di un pettine di questo tipo a Enkomi (Cipro) sembra indicare l'estensione e uno dei possibili terminali della rete di scambi cui era legato il sito polesano. È noto infatti che, a partire dal XIII secolo a.C., nei collegamenti tra mondo egeo-miceneo e Italia meridionale e insulare si inserì una componente cipriota e levantina che coinvolse da una lato la Sicilia e soprattutto la Sardegna e dall'altro il nord Adriatico. È forse in seguito a questi contatti (o meglio: alla trasmissione di tecnologie, materie prime e semilavorati già nel corso del Bronzo recente)  che si sviluppa a Frattesina un'intensa produzione di perle di vetro, attualmente, la più antica manifattura riconosciuta nel continente europeo, basata su materie prime sia locali (sabbie del Po e fondenti di origine vegetale) che importate (i coloranti: rame e cobalto). Questa attività artigianale, particolarmente complessa e per molti versi legata alla metallurgia, è documentata a Frattesina da migliaia di prodotti, da strumenti per la lavorazione (crogioli), da semilavorati (blocchetti di vetro da rifondere) e scarti di lavorazione di diverse colorazioni: blu scuro, blu chiaro, blu a superficie rossa, verde acqua, bianco. Perline anulari, grandi perle a botticella decorate con filo a spirale e perle “ad occhi”, ossia li più comuni prodotti delle manifatture di Frattesina si trovano in decine di siti coevi soprattutto lungo la cosiddetta “via dell'ambra”, un'articolata rete di contatti che collegava le coste meridionali del Baltico alla testa dell'Adriatico. È quindi molto probabile che le perle in vetro siano state uno dei principali prodotti scambiati con la resina fossile baltica. 